# ロレンツィーノ・デ・メディチ
ロレンツィーノ・デ・メディチ （イタリア語:Lorenzino di Pierfrancesco de' Medici、1514年3月23日 - 1548年2月26日）は、中世イタリアの政治家、著述家。ロレンザッチョ（Lorenzaccio）とも呼ばれた。アレッサンドロ・デ・メディチの暗殺者として知られる。

## 生涯
メディチ家傍系のピエルフランチェスコ・デ・メディチ（ロレンツォ・イル・ポポラーノの子）とマリア・ソデリーニの子としてフィレンツェで生まれた。コジモ（黒隊長ジョヴァンニの子）とアレッサンドロとともに、カメリーノで教育を受けた。ロレンツィーノとアレッサンドロは、自らが起こした乱痴気騒ぎによる醜聞に幾度も巻き込まれた。1526年、ロレンツィーノはコジモとともに、フィレンツェに襲いかかろうとしていた傭兵軍を回避しようとヴェネツィアへ向かった。また彼は、一族で最も傑出した人物であるローマ教皇クレメンス7世の権威をも打ち砕いたローマ略奪に伴う、メディチ家のフィレンツェ追放から一族を救った。ヴェネト、ボローニャ、ローマでの生活後、1530年に彼はフィレンツェへ戻った。当時、神聖ローマ皇帝カール5世によるのフィレンツェ包囲が解かれ、アレッサンドロがフィレンツェ公に任命されていた。
おそらくフィリッポ・ストロッツィに促され、ロレンツィーノは1537年1月5日夜半にアレッサンドロを殺害した。ロレンツィーノは、若く美しい未亡人であった妹ラウドミアとの関係をお膳立てしてやると約束して、アレッサンドロを罠にはめたのだった。暗殺事件の後、報復を恐れたロレンツィーノは、教皇大使ジョヴァンニ・デッラ・カーサの庇護を受けボローニャ、次いでイスタンブール、フランス、ヴェネツィアと各都市を転々と逃亡した。彼は自分の行為を正当化する文書を公にした。人類の自由に対する献身を行ったマルクス・ユニウス・ブルートゥスの理想的な後継者として、アレッサンドロを殺さねばならなかったと。作家としてロレンツィーノは劇作Aridosioを書き、名だたる批評を得た。
専制君主アレッサンドロの死が1537年1月6日に報じられると、フィレンツェ市民は市の自由を喜び合った。アレッサンドロには正妻マルゲリータとの間に子はなかった。ジューリオとジューリアの2子があったが、氏名不詳の愛人との間にできた庶子であり、後継から除外された。マルゲリータの父カール5世とフィレンツェ市民の承認を得て、黒隊長ジョヴァンニの遺児で17歳のコジモがトスカーナ大公に選ばれた（父はメディチ家傍系、母マリアはメディチ家本流の血を引いていたため）。
コジモ1世は、暗殺の報復としてロレンツィーノに死を宣告した。1548年、コジモ1世はジョヴァンニ・ロッティーニをヴェネツィアへ送り、彼に殺害計画を練らせた。ロッティーニが雇った2人の暗殺者の手で、サン・ポロ広場に面した愛人エレナ・バロッツィ宅の前で、ロレンツィーノは暗殺された。
エレナとの間に庶子ロレンツィーナ（1547年 - 1590年頃）がおり、彼女は父親の死後、父方の親族の手で育てられ、成長してローマ貴族ジューリオ・コロンナと結婚した。

## 登場作品
- 『暗殺者ロレンザッチョ』（藤本ひとみ、新潮文庫、2001年10月）